# Så går en dag än från vår tid
Så går en dag än från vår tid är en aftonpsalm av Christoph Friedrich Neander, troligen skriven 1766. Melodin kommer från Adam Krieger 1667, och den översattes till svenska av Johan Olof Wallin 1814.
I 1819 års psalmbok tog Wallin åt sig hela äran av psalmens tillkomst, men i 1937 års psalmbok finns en uppgift om att psalmen ursprungligen skrevs av Johann Friedrich Herzog 1680 innan Neander översatte den, men uppgiften om Herzog finns inte med i senare utgåvor.
|  |
|  |

## Övrigt
Astrid Lindgren (1907–2002) har berättat att denna sång under hennes uppväxt sjöngs i slutet av många släktkalas samt att hennes föräldrar hemma i Småland sjöng denna psalm tillsammans vid sänggåendet varje kväll. Sången sista vers blev också det sista som Astrid Lindgrens pappa (Samuel August) hörde sin fru och tillika Astrid Lindgrens mamma säga innan sänggåendet natten då hon fick en hjärnblödning och avled.  Den sjungs också under husförhöret i Katthult i nionde avsnittet av TV-serien Emil i Lönneberga. Jonas Gardell alluderar på samma text i titeln till sin bok "Så går en dag ifrån vårt liv och kommer aldrig åter".

## Publicerad som
- Nr 434 i 1819 års psalmbok under rubriken "Med avseende på särskilda personer, tider och omständigheter: Morgon och afton: Aftonpsalmer".
- Nr 539 i Sionstoner 1889.
- Nr 674 i Svenska Missionsförbundets sångbok 1920 under rubriken "Vid särskilda tillfällen. - Morgon och afton."
- Nr 16 i Svenska Frälsningsarméns sångbok 1922 under rubriken "Inledningssånger och psalmer"
- Nr 416 i Segertoner 1930 under rubriken "Sång vid dagens slut".
- Nr 726 i Sionstoner 1935 under rubriken "Morgon och afton".
- Nr 434 i 1937 års psalmbok under rubriken "Afton".
- Nr 434 i Psalmer för bruk vid krigsmakten 1961 verserna 1-4.
- Nr 654 i Frälsningsarméns sångbok 1968 under rubriken "Speciella Sånger – Morgon och afton".
- Nr 188 i Den svenska psalmboken 1986, 1986 års Cecilia-psalmbok, Psalmer och Sånger 1987, Segertoner 1988 och Frälsningsarméns sångbok 1990 under rubriken "Kväll".
- Nr 774 i Lova Herren 1988 under rubriken "Afton".
- Nr 518 i Svensk psalmbok för den evangelisk-lutherska kyrkan i Finland (1986) under rubriken "Morgon och afton"